# Cantone di Tourrette-Levens
Il Cantone di Tourrette-Levens è una cantone francese dell'arrondissement di Nizza.
È stato costituito a seguito della riforma approvata con decreto del 24 febbraio 2014, che ha avuto attuazione dopo le elezioni dipartimentali del 2015.

## Composizione
Comprende i 28 comuni di:
- Aspremont
- Belvédère
- La Bollène-Vésubie
- Castagniers
- Clans
- Colomars
- Duranus
- Falicon
- Ilonse
- Isola
- Lantosque
- Levens
- Marie
- Rimplas
- Roquebillière
- Roubion
- Roure
- La Roquette-sur-Var
- Saint-Blaise
- Saint-Dalmas-le-Selvage
- Saint-Étienne-de-Tinée
- Saint-Martin-du-Var
- Saint-Martin-Vésubie
- Saint-Sauveur-sur-Tinée
- Tourrette-Levens
- Utelle
- Valdeblore
- Venanson